# Серебряков, Николай Николаевич
Никола́й Никола́евич Серебряко́в (14 декабря 1928, Ленинград — 9 августа 2005, Москва) — советский и российский режиссёр мультипликационных фильмов, художник-мультипликатор, художник-постановщик, сценарист. Народный художник Российской Федерации (1996); Заслуженный деятель искусств РСФСР (1986).

## Биография
Родился в 1928 году в семье театрального деятеля Н. Е. Серебрякова.
- В 1948 году окончил актёрскую студию под руководством А. А. Брянцева при Ленинградском ТЮЗе.
- В 1952 году окончил Ленинградское высшее художественно-промышленное училище по специальности «художник по обработке дерева»[4].
- В 1953—1954 годах работал художником в Специальных научно-реставрационных мастерских в Ленинграде.
- В 1957—1958 годах был художественным руководителем фабрики Всероссийского театрального общества в Москве.
- В 1958—1960 годах работал художником-постановщиком на Центральной студии телевидения.

С 1960 года начал работал на киностудии «Союзмультфильм»: сперва художником-постановщиком (преимущественно на картинах Р. А. Качанова), затем режиссёром (в 1963—1965 годах с В. В. Курчевским, потом самостоятельно) кукольных фильмов и картин в технике перекладки. Сотрудничал с художниками-постановщиками А. А. Спешневой (с 1968 года до её гибели в 1984 году) и И. Б. Урманче.

С 1989 года снимал рисованные мультфильмы, в 1992—1994 годах — на студии «Кристмас Филмз» в цикле «Шекспир: Великие комедии и трагедии» создал «Макбет» и «Отелло».

В 1982—1989 годах — художественный руководитель по мультипликации объединения «Дебют» киностудии «Мосфильм». Участвовал как художник в создании ряда игровых фильмов. Работал в журнальной графике. Снимался в фильме из цикла «Мир анимации или анимации мира» (2001).
- Учредитель РОО «Объединение „Союзмультфильм“»
- Член Академии кинематографических искусств «Ника».
- Член АСИФА.

Похоронен в Москве на Троекуровском кладбище.
Был женат на Алине Алексеевне Спешневой.

## Фильмография

### Режиссёр
- 1963 — «Хочу быть отважным»
- 1964 — «Жизнь и страдания Ивана Семёнова»
- 1965 — «Ни богу, ни чёрту»
- 1966 — «Я жду птенца»
- 1967 — «Честное крокодильское»
- 1968 — «Клубок»
- 1968 — «Не в шляпе счастье»
- 1969 — «Великие холода»
- 1970 — «Сказка о живом времени»
- 1971 — «Золочёные лбы»
- 1972 — «Ветерок»
- 1974 — «Ваня Датский»
- 1975 — «Поезд памяти»
- 1980 — «Разлучённые»
- 1982 — «Превращение»
- 1989 — «Притча об артисте. Лицедей»
- 1992 — «Макбет», цикл «Шекспир: Великие комедии и трагедии»
- 1994 — «Отелло», цикл «Шекспир: Великие комедии и трагедии»
- 1998 — «Optimus mundus 10. Минин и Пожарский»

### Автор сценария
- 1980 — Разлучённые
- 1986 — «Как потерять вес»
- 1987 — «Пока я не вернусь»

### Художник-постановщик
- 1960 — «Машенька и медведь»
- 1961 — «Новичок»
- 1961 — «Окна сатиры»
- 1962 — «Обида»
- 1963 — «Хочу быть отважным»
- 1964 — «Жизнь и страдания Ивана Семёнова»
- 1965 — «Ни богу, ни чёрту»
- 1966 — «Я жду птенца»
- 1967 — «Честное крокодильское»
- 1998 — «Optimus mundus 10. Минин и Пожарский»

### Художественный руководитель
- 1984 — «Ваня и крокодил»
- 1986 — «Как потерять вес»

## Награды
Фильмы Николая Серебрякова были награждены на фестивалях:
- «Хочу быть отважным» — Диплом VI МФ документальных и экспериментальных фильмов в Монтевидео (Уругвай), 1965 год
- «Я жду птенца» — Серебряная медаль за лучший детский фильм, премия СИФЕЖ XII МФ короткометражных фильмов в Туре (Франция), 1967 год
- «Поезд памяти» — Приз V МКФ короткометражных и документальных фильмов в Гренобле (Франция), 1976 год;
- «Поезд памяти» — Гран-При VII МКФ короткометражных фильмов в Тампере (Финляндия), 1977 год
- «Разлучённые» — 1-я премия по разделу мультфильмов — XIV Всесоюзный кинофестиваль (Вильнюс, 1981)[9]
- «Притча об артисте. Лицедей» — премия Ника.